# 카를로스 2세 (나바라)

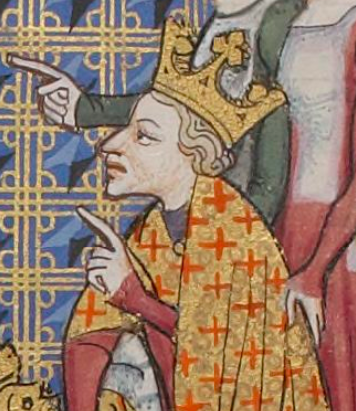
카를로스 2세

카를로스 2세 아 나파로아코아(바스크어: Karlos II.a Nafarroakoa, 1332년 10월 10일 - 1387년 1월 1일)는 에브뢰 백작(재위: 1343년 ~ 1387년)이자 나바라 왕국의 왕(재위: 1349년 ~ 1387년)이다. 악인왕(바스크어: Gaiztoa)이라고도 불린다. 에브뢰 백작시기에는 샤를 1세 데브뢰 백작으로 불렸다.
샤를은 에브뢰(Évreux)의 영지를 그의 아버지인 필리프 데브뢰 백작(나바라 명예왕 필리페 3세)으로부터 물려받았으며 또한 그의 어머니 호아나 2세로부터는 그녀가 프랑스의 왕위 계승을 포기하는 대가로 얻은 노르망디의 광대한 영역을 물려받았다. 결과적으로 그는 나바라 왕국과 에브뢰, 모르텡(Mortain)의 영지 전역과 함께 벡생(Vexin)과 코탕탱(Cotentin)의 일부에 이르는 광대한 영토를 소유하고 있었다. 그는 백년 전쟁기간 동안 영국과 프랑스 양 진영을 오가며 그의 이익을 실현하려 하였다.
카를로스의 아버지 필리프가 프랑스 왕 필리프 6세의 사촌이었고, 어머니 호아나 2세는 루이 10세의 유일한 딸이었으므로, 카를로스는 부모 양쪽으로 프랑스 카페 왕조의 혈통을 물려받았다. 또한 그는 치세 내내 프랑스에서의 자신의 영향력을 증대시키려고 하였으므로, 1349년 10월에 나바라 왕위를 계승했음에도 불구하고 대관식은 1350년 여름에야 치러졌으며, 치세 초기의 12년 동안은 거의 프랑스에 있었다.

## 자녀
- 마리아(1360~1400)
- 카를로스(1361~1425) - 나바라왕 카를로스 3세
- 보나(1364~1389?)
- 페트리(1366~1412)
- 필리페(1368~?)
- 호아나(1370~1437) - 잉글랜드왕 헨리 4세의 왕비
- 수리아(1372~1385)